# ノーベル物理学賞への第一歩
ノーベル物理学賞への第一歩  (ノーベルぶつりがくしょうへのだいいっぽ、英語: First Step to Nobel Prize in Physics) は、物理学の研究を対象として毎年開催される国際的な大会。ポーランド発祥。 

## 参加者
国、学校の種類、性別、国籍などを問わず、高等学校の生徒であればだれでも参加できる。大学と同等の機関であると見なされた場合は参加できず、また参加者は3月31日(毎年3月31日が、参加申し込みの締め切りとなる)時点で20歳未満でなければならない。論文のテーマ、そのレベル、方法などに対する制限は存在せず、全て参加者の自由。しかし論文は研究の側面を持たねばならず、論旨は物理的な内容、物理に直接関連する内容が求められる。論文は組織委員会に選出された評議員に評価される。近年はデイビット・ローズンガーテンが選出された。

## 歴史
最初の二大会は、ポーランド人物理学者のみが評議員として選出された。第三回では、非ポーランド人が1名選出され、第四回に選出された外国人物理学者は10名、第五回は14名だった。今後の大会では、外国人物理学者を増やす方針である。国際諮問委員会(IAC)も同時に設立された。現在、異なる国々の25人の物理学者で構成されている。

## 大会と評価
大会に関する資料は、外交ルートを通じてすべての国に配布される。大会は、生徒と教師のために様々な物理学雑誌にも掲載され、宣伝されている。(毎年30記事がファーストステップ紙に掲載され、さまざまな国で出版されている。)　また、個人ルートでの宣伝も比率が高い。第8回までに、67もの国から生徒が出場している。
提出された論文の評価基準は、成人の常識が重視され、幼さ、若さに対する特別な配慮は無く、学校レベルで開催されるコンテストのような賞(写真、家電、賞金等)も無いが、受賞者は研究滞在という形で、協会に招待される。(基本的に12月。)その期間は、協会の本物の研究に関わることができる。受賞した論文は、毎年出版されている。

## 目的
大会の目的、趣旨は以下の通り。
- 若い生徒の科学への関心を高める。
- 優秀な生徒を選別し (科学という学問が身近でない国の生徒にとっては、非常に重要。) 、その更なる練磨(受賞者の多くはハイレベルな大学への入学チャンスを掴み、現地機関から十分な金銭的援助を受けられる。)
- 学校、親、地方の教育機関などに良い刺激を与えることで、研究に興味を持つ生徒を充実させる。(国、地域、過去に代表者を出した学校などに、選択によって参加者数が大きく異なる。)
- 若い物理学者たちの間に友好関係を築く。(近年の大会では、受賞者全員が協会に招待され、同じ場所に宿泊して互いに協力した。)

## 受賞者
2007年の受賞者はアメリカ人、2009年はイスラエル ネティボの高校生、モル・ザバン。2012年、優勝者は別のイスラエル人、キルヤット・ガトの生徒だった。研究テーマは「活性炭の再生系における不活性ガスの運動エネルギー。」　イスラエルからの参加者は大会でさらに14もの賞を受賞した。9人のイスラエルの生徒が準優勝を受賞し、3等、4等もそれぞれ一人ずつ受賞した。